# Jorge Sánchez-Lafuente Pérez
Jorge Sánchez-Lafuente Pérez es un historiador español.

## Biografía
Nacido en Badajoz, licenciado en Geografía e Historia y doctorado en Historia Antigua por la Universidad Complutense de Madrid, profesor en el IES Complutense de Alcalá de Henares y actualmente profesor de Historia Antigua en la Facultad de Filosofía y Letras de la Universidad de León.
Ha sido director de la excavación del Castro de los Judíos de la ciudad de León junto con José Luis Avello Álvarez (1999-2007), realizado diversos trabajos sobre la ciudad celtibérica de Luzaga y desarrollado el estudio de las lápidas romanas insertas en las Murallas de León.

## Obras
Su trayectoria investigadora se centra en cerámica, epigrafía y numismática.
- "Aportaciones al estudio del Campamento romano de "La Cerca" (Aguilar de Anguita-Guadalajara) Archivado el 4 de marzo de 2016 en Wayback Machine.", en Wad-Al-Hayara, 6 (1979), pp. 77-82.
- Guadalajara en su arqueología, Zaragoza, Caja de Ahorros de Zaragoza, 1980.
- "A propósito de un candil musulmán hallado en Albarracín", en Teruel 66 (1981), pp. 171-174.
- "Nuevos yacimientos romanos en la provincia de Guadalajara Archivado el 31 de diciembre de 2005 en Wayback Machine.", en Wad-al-Hayara 9 (1982), pp. 103-116.
- "El yacimiento romano altoimperial de "Los Palacios" (Luzaga, Guadalajara)" (con Juan Manuel Abascal Palazón), en Wad-al-Hayara 11 (1984), pp. 313-326.
- Comercio de cerámicas romanas en Valeria, Cuenca, Diputación Provincial de Cuenca, 1985.
- "La epigrafia y el entorno arqueológico de la villa romana de Gárgoles de Arriba", en Lucentum 5 (1986), pp. 175-182.
- Terra sigillata de Segóbriga y ciudades del Entorno: Valéria, Complutum y Ercavica, Madrid, Universidad Complutense de Madrid, 1990.
- "Grafitos sobre instrumenta doméstica en Sigillata de Segobriga y su entorno", en Hispania antiqua 15 (1991), pp. 207-238.
- "La villa de "El mosaico" (Tortuera, Guadalajara) y el estado del estudio de las vías romanas en Molina de Aragón", en Archivo español de arqueología 163-4 (1991), pp. 318-323.
- "Algunos testimonios de uso y abandono de anfiteatros durante el Bajo Imperio en Hispania. El caso segobricense", en José María Álvarez Martínez y Juan Javier Enríquez Navascués (coords.), El anfiteatro en la Hispania Romana, Mérida, Junta de Extremadura, 1994, pp. 177-186.
- "Vareia: la investigación y las fuentes" (junto con Juan Manuel Abascal Palazón, Gloria Andrés Hurtado, Urbano Espinosa Ruiz y José Antonio Tirado Martínez), en Historia de la ciudad de Logroño, vol. 1: Antigüedad, Logroño, Ayuntamiento de Logroño, 1994, pp. 147-158.
- "Actividades económicas" (junto con Juan Manuel Abascal Palazón, Gloria Andrés Hurtado, Urbano Espinosa Ruiz y José Antonio Tirado Martínez), ibidem, pp. 179-224.
- "Un depósito constantiniano en la villa romana de Gárgoles de Arriba (Guadalajara). Su conjunto numismático", en Hispania Antiqua 19 (1995), pp. 311-326.
- "Luzaga, ciudad de la Celtiberia (I)", en Francisco Burillo (coord.), Poblamiento celtibérico, Zaragoza, Institución Fernando el Católico, 1995, pp. 191-202.
- "Notas sobre actividad y abandono de anfiteatros durante el Bajo Imperio en Hispania: el caso Segobricense", en Ciudades romanas en la provincia de Cuenca: homenaje a Francisco Suay Martínez, Cuenca, Diputación de Cuenca, 1997, pp. 93-102.
- "Notas sobre la epigrafía menor de Complutum", en Sebastián Rascón Marqúes (coord), Complutum: Roma en el interior de la Península Ibérica, Madrid, Fundación Caja Madrid, 1998, pp. 139-145.
- "Los juegos recreativos en Complutum", ibidem, pp. 175-178.
- "Aportación al conocimiento de las ocultaciones monetales romanas de Torres (Jaén)", en XXIV Congreso Nacional de Arqueología: Cartagena, 1997, Cartagena, Instituto de Patrimonio Histórico, 1999, v. 4, pp. 731-734.
- "Apuntes sobre circulación monetaria en Complutum durante el Bajo Imperio", en Luis A. García Moreno y Sebastián Rascón Marqués (eds.), Complutum y las ciudades hispanas en la antigüedad tardía, Alcalá de Henares, Universidad de Alcalá de Henares, 1999, pp. 265-272.
- "Grafitos sobre instrumental doméstico en Hispania" (junto con Sebastián Rascón Marqués y José Polo López), en XI Congreso Internazionale di Epigrafia Graeca et Latina, Roma, 18-24 settembre 1997. Atti, Roma, 1999, pp. 583-599.
- "Una visita a la historiografía antigua de la Biblioteca Pública de León", Opsis 0 (1999), pp. 59-67.
- "Excavaciones en el poblado del Castro de los Judíos, Puente Castro, León. Campañas 1999-2000", en Lancia 4 (2000-2001), pp. 221-230.
- "“Cerámica vidriada romana en el interior de la Península Ibérica" (con Blanca-Esther Fernández Freile), en Rei Cretariae Romanae Favtorum Acta 38, Bonn, 2003, pp. 315-322.
- "Quintus Iunius Rusticus, Gobernador de Hispania Citerior bajo Antonino Pío", en Jesús-María Nieto Ibáñez (coord.), Lógos hellenikós: homenaje al profesor Gaspar Morocho Gayo, León, Universidad de León, 2003, vol. 1, pp. 557-563.
- "El castro de los judíos de Puente Castro (León)" (con José Luis Avello Álvarez), en Ana María López Alvare et al (coords.) Juderías y sinagogas de la Sefarad medieval, en memoria de José Luis Lacave Riaño: XI curso de Cultura hispanojudía y serfardí de la Universidad de Castilla-La Mancha, Cuenca, Universidad de Castilla-La Mancha, 2003, pp. 533-56.
- "Asentamientos militares de época romana en Hispania: una guía arqueológica" (con VV.AA.), en Ángel Morillo Cerdán (ed.), El ejército romano en Hispania: guía arqueológica, León, Universidad de León, 2007, pp. 223-412.
- "Notas de epigrafía leonesa" (con Rocío A. Fernández Ordás), en Mínima Epigraphica et Papyrologica. Taccuini della cattedra e del Laboratorio di Epigrafía e Papirologia Giuridica dell´ Universitá degli Studi Mediterranea di Reggio Calabria e dell´Università degli Studi di Catanzaro Magna Graecia, ann. XI, fasc. 13 (2008), pp. 177-185.
- El mundo judío en la Península Ibérica: sociedad y economía (ed. junto con José Luis Avello Álvarez), Cuenca, Alderabán, 2012.
- "Las cupae del noroeste peninsular", en Javier Andreu Pintado (ed.), Las Cupae hispanas. Origen. Difusión. Uso. Tipología, Tudela, UNED, 2012, pp. 203-220.
- "Hallazgos numismáticos en la villa romana de Las Casutillas (Corduente)" (con M. Paz García-Gelabert), y "Luzaga, ciudad de la Celtiberia (II)" en Mª Luisa Cerdeño, Emilio Gamo y Teresa Sagardoy (coords.), La Romanización en Guadalajara. Arqueología e historia, La Ergástula Ediciones, 2014, pp. 145-152 y 153-188.
- "Los hallazgos epigráficos (en la muralla de León, enero-febrero de 2010)"; "Características de las inscripciones"; y "Edición de las inscripciones", en M. Ranilla García (coord.), Historia de una Excavación horizontal. El hallazgo y la extracción de material lapidario en la muralla de León, León, Menoslobos, 2016, pp. 81-320.